# Megachile variscopula
Megachile variscopula är en biart som beskrevs av Cockerell 1931. Megachile variscopula ingår i släktet tapetserarbin, och familjen buksamlarbin. Inga underarter finns listade i Catalogue of Life.